# شهرستان مورگان، یوتا
شهرستان مورگان، یوتا یکی از شهرستان‌های ایالت یوتا است. مساحت این شهرستان ۱.۵۸۰ کیلومترمربع بوده و جمعیتی بالغ بر ۹.۴۶۹ نفر دارد. نام بزرگ‌ترین شهر و البته مرکز این شهرستان نیز مورگان است.

## پیوند
- وب‌گاه رسمی